# Van Cliburn
Van Cliburn   (Shreveport, 12 de juliol de 1934 - Fort Worth, 27 de febrer de 2013), nascut Harvey Lavan Cliburn Jr., fou un pianista estatunidencque va aconseguir reconeixement internacional el 1958, als 23 anys, quan va guanyar el primer Concurs Internacional Txaikovski a Moscou, en plena Guerra Freda.
Van Cliburn va fer gires tant al seu país natal com a l'estranger. Ha parlat amb la reialesa i caps d'estat, amb tots els presidents dels Estats Units, des de Dwight Eisenhower fins a Barack Obama. Es va convertir en el primer intèrpret de música clàssica a rebre un àlbum de platí: s'han venut més d'un milió de còpies de la seva interpretació del Primer Concert per a piano de Txaikovski.

## Biografia

### Primers anys
Començà a rebre classes als tres anys de la seva mare, Rildia Bee O'Bryan, que havia estat alumna d'Arthur Friedheim, el qual, al seu torn, havia estat alumne de Franz Liszt. Quan ell tenia sis anys, la família es va mudar a Kilgore (Texas), i als dotze va guanyar un concurs de piano a nivell nacional que li va permetre debutar amb l'Orquestra Simfònica de Houston. Va entrar a la Juilliard School als 17 anys, i va estudiar amb Rosina Lhévinne, que li va ensenyar la tradició romàntica russa. Als 20 anys, Cliburn va guanyar el Concurs Leventritt, i va debutar al Carnegie Hall de Nova York.

### Concurs Txaikovski
El nom de Cliburn va assolir fama mundial després d'una victòria sensacional al primer Concurs Internacional Txaikovski a Moscou el 1958. L'actuació de Cliburn a la final de la competició, interpretant el Concert per a piano núm. 1 de Txaikovski i el Concert per a piano núm. 3 de Rakhmàninov el 13 d'abril li va valer una gran ovació de vuit minuts.
Després de l'ovació, Van Cliburn va fer un breu discurs en rus i després va tornar a seure davant el piano i va començar a tocar el seu propi arranjament per a piano de la popular cançó "Nits de Moscou".Quan va arribar el moment d'anunciar el guanyador, els jutges es van sentir obligats a demanar permís al líder soviètic Nikita Khrusxov per donar el primer premi a un estatunidenc. "És el millor?" —va preguntar Khrusxov. "Sí". —Doncs doneu-li el premi! Cliburn mantindria una relació duradora amb el líder soviètic.
El jove pianista es va guanyar la simpatia tant dels membres del jurat com del públic de Moscou, als quals va conquerir amb una combinació de llibertat virtuosa i força d'interpretació, així com una visió profunda de l'essència de l'esperit de la música russa. Això va ser encara més sorprenent tenint en compte que se situava en el punt àlgid de la Guerra Freda. En tornar a la seva terra natal, Cliburn va rebre una magnífica i entusiasta acollida. El músic va tornar més cops a l'URSS per fer-hi concerts.

### Carrera posterior
Cliburn va fer gires i va gravar fins a mitjans de la dècada del 1970, però ja no va tenir tant èxit com abans. Això va ser degut a les limitacions del seu repertori, la manca de creixement creatiu i una sèrie de factors més. El 1978, després de la mort del seu pare, el músic cessà gairebé completament l'activitat concertística. El 1987 va ser convidat a tocar a la Casa Blanca per al president Ronald Reagan i el Secretari General del PCUS Mikhaïl Gorbatxov,i després va ser convidat a inaugurar la temporada número cent del Carnegie Hall. Va tocar per a tots els presidents dels Estats Units des d'Eisenhower.
En el seu 70è aniversari el setembre de 2004, el músic va visitar Moscou de gira.
El setembre de 2009, a Moscou, en el marc del Primer Festival Internacional de Classes magistrals «Слава маэстро!»dedicat al músic i professor Mstislav Rostropóvitx, el mestre va impartir una sèrie de classes magistrals.
El juny de 2011, Cliburn va ser president del jurat del concurs de piano del Concurs Internacional Txaikovski de Moscou.
El músic va morir el 27 de febrer de 2013 d'un sarcoma ossi. Tenia 78 anys.
"Només hi ha dues coses insubstituïbles", va dir Cliburn poc abans de la seva mort en una de les seves últimes entrevistes: "Gran música i records meravellosos".
La Van Cliburn International Piano Competition se celebra a Fort Worth cada quatre anys des de 1962.

### Vida personal
El 1996, Cliburn fou demandat per la seva parella de fet des de feia 17 anys, el funerari Thomas Zaremba.En la demanda, Zaremba reclamava el dret a una part dels ingressos i actius de Cliburn. Les reclamacions van ser rebutjades per un tribunal de primera instància i aquest rebuig fou confirmar per un tribunal d'apel·lació,sobre la base que les demandes de pensió no estaven permeses a l'estat de Texas tret que la relació estigués basada en un acord escrit.
Cliburn era conegut com "el mussol". Sovint practicava al piano fins a les 4:30 o les 5 de la matinada, i després es despertava cap a les 13:30."Tens la sensació d'estar sol i el món està dormint, i això és molt inspirador".

## Discografia (selecció)
- 1962: Concert per a piano núm. 1 (Txaikovski)
- 1962: My Favorite Chopin[25]